# 福与城 (松川町)
福与城（ふくよじょう）は、長野県下伊那郡松川町生田福与中の村にあった日本の城。松川町指定史跡。なおこれとは別に、同県には上伊那郡箕輪町の福与城（長野県指定史跡）も存在する。

## 概要
天竜川左岸の台地（河岸段丘）縁部に位置する城跡である。本曲輪は「城ヶ平」と呼ばれ、L字状の空堀が残るが、城の事跡については記録に乏しく不明な点が多い。単郭式のため南北朝時代の城館との見方もあるが、福与代官を務めた宮崎氏が建てた代官所跡とみて近世の遺構とする意見もある。
1981年（昭和56年）11月1日に松川町の史跡に指定された。